# Кралёвичова, Мария
Мария Кралёвичова (словац. Mária Kráľovičová; 7 июня 1927[…], Чары, Сеница — 5 декабря 2022, Старый город Братиславы, Словакия или Братислава) — словацкая и чехословацкая актриса

 театра, кино и телевидения. Заслуженная артистка ЧССР (1967), народная артистка ЧССР (1979), лауреат государственной премии имени К. Готвальда (1961, 1984).

## Биография

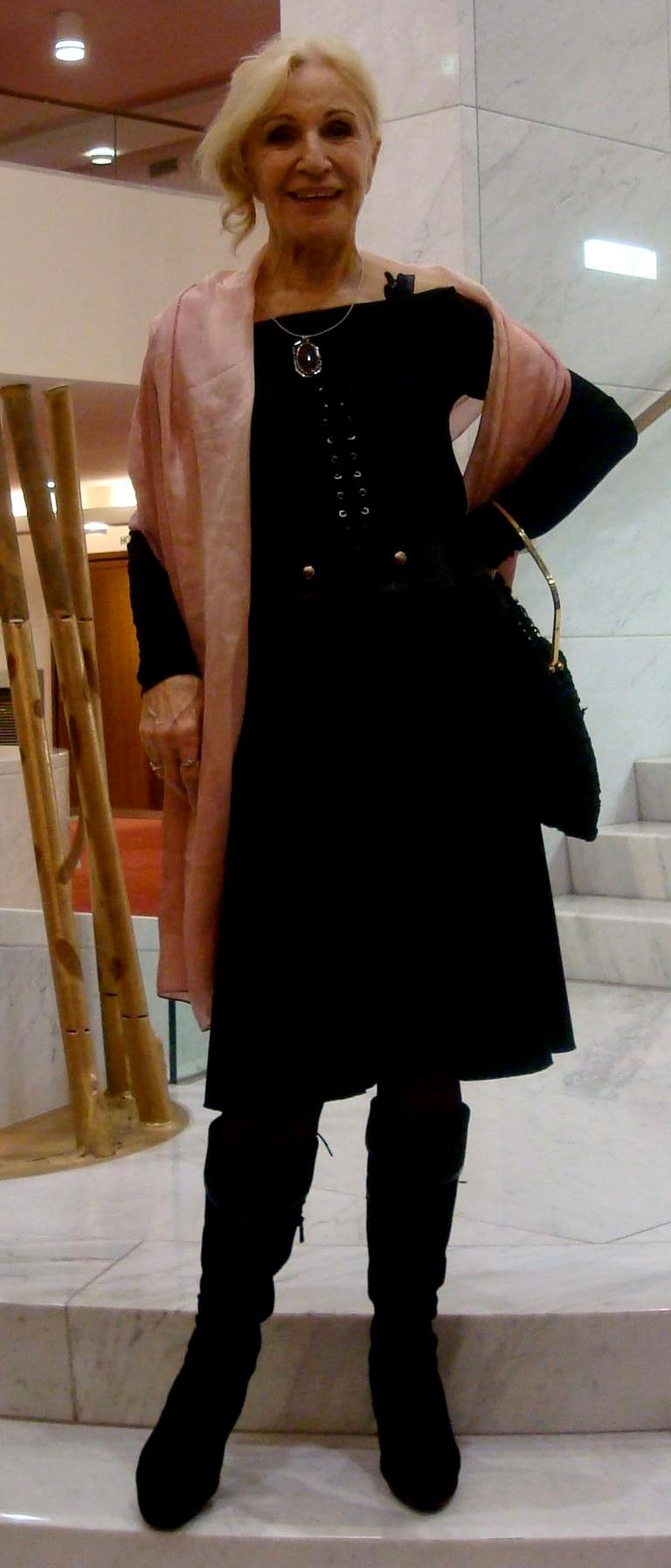

Дебютировала в августе 1945 года на сцене Словацкого камерного театра в Мартине. Уже в 1946 году в Праге молодая актриса была награждена дипломом «Талант года». Затем училась в Братиславской государственной консерватории, а в январе 1948 года талантливую студентку приняли в труппу Словацкого национального театра, где она прослужила 74 года.
Была актрисой широкого жанрового диапазона. Сыграла в театре более четырёхсот ролей. М. Кралёвичова также была одним из лучших словацких декламаторов. Считается первой словацкой телевизионной актрисой: в 1957 году сыграла в телеспектакле «До свидания, Люсьен».
Снималась в кино и на телевидении. Участвовала в съёмках более 70 фильмов и сериалов.

## Избранная фильмография
- 1950: Priehrada
- 1959: Muž, ktorý sa nevrátil
- 1960: Skalní v ofsajde
- 1962: Výlet po Dunaji
- 1963: Ivanov
- 1966: Šiesty júl
- 1970: Inferno
- 1971: Ľudský hlas
- 1975: Buddenbrookovci
- 1978: Jedenáste prikázanie
- 1997: Duchovia (ТВ-сериал)
- 2000: Amálka, ja sa zbláznim
- 2005: Rodinné tajomstvá
- 2008: Priateľky (ТВ-сериал)

## Награды
- Орден Людовита Штура 1 степени (2002).
- Медаль президента Словацкой республики за значительный вклад в развитие словацкой культуры (2012)[6].
- Государственная премия Чехословакии (1961, 1984).
- ряд театральных премий (в том числе премия Хрустальное крыло за пожизненный вклад, Театральная премия Талия, премия Багара, телевизионная премия «Золотой крокодил», Премия Председателя Национального совета Словацкой Республики за развитие культуры и за выдающийся вклад в области драматического искусства и др.)
- Имеет мемориальную доску на Аллее славы в Братиславе.
- Внесена в зал славы телеведущих Словацкого ТВ.